# Keratinocyt

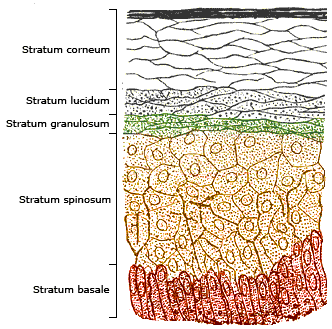
Jednotlivé vrstvy pokožky jsou tvořené převážně keratinocyty

Keratinocyt je hlavní pokožková buňka; představuje až 95% všech buněk v lidské pokožce. Pojmenování vychází ze skutečnosti, že keratinocyty obsahují množství bílkoviny keratinu. Mimo to obsahují také melanin, barvivo, které jim dodávají buňky zvané melanocyty.

## Keratinocyty v pokožce
V pokožce vytváří keratinocyty 5 rozlišitelných vrstev. Nejníže (ve stratum basale) jsou keratinocyty cylindrického tvaru, které přímo sousedí se škárou. Tyto buňky vytváří kompaktní pevnou tkáň pospojovanou buněčnými spoji a vyztuženou vnitrobuněčnými vlákny keratinu. Nad ní je stratum spinosum s ploššími buňkami. O něco výše se nachází stratum granulosum, tvořené plochými buňkami s množstvím váčků obsahujícími například lipidy. Nad ním je velmi tenká, světlolomná vrstva stratum lucidum, v níž buňky začínají degenerovat, zplošťovat se a ztrácet některé buněčné organely. Vrstva nejblíže povrchu se nazývá stratum corneum, kde jsou buňky mrtvé, vyplněné keratinem. Ty nejsvrchnější keratinocyty se odlupují rychlostí až tisíc buněk za minutu. Odpadlé buňky jsou poté postupně nahrazovány z bazální vrstvy. 

## Funkce
Hlavní role keratinocytů spočívá ve vytváření ochranné bariéry mezi organismem a vnějším prostředím. 

### Hojení ran
Při poranění pokožky se v průběhu zánětu, za působení několika cytokinů a růstových faktorů, aktivují keratinocyty bazální vrstvy a začnou se dělit. Kromě toho také začnou měnit svou buněčnou strukturu, což jim umožňuje migrovat do rány a postupně jí zacelit.  První skupina keratinocytů podílejících se na opravě poškození ovšem pochází z kmenových buněk vlasového folikulu a v ráně vydrží pouze dočasně. Postupně jsou totiž tyto buňky nahrazeny keratinocyty z epidermis. 
Ve chvíli kdy se rána zahojí, signál k proliferaci vymizí a pokožka se začne stratifikovat. 

## Diferenciace
Epidermální kmenové buňky leží v nejspodnější vrstvě pokožky (stratum basale).
Kmenová buňka se rozdělí na dvě buňky dceřiné. V rámci tohoto dělení mohou nastat tři případy. Buď vzniknou dvě buňky kmenové, nebo jedna buňka kmenová a jedna buňka určená k diferenciaci, nebo dvě buňky určené k diferenciaci. Který z těchto tří zmíněných případů nastane, závisí na aktuálních potřebách pokožky. Poté co se potomci kmenových buněk ještě několikrát rozdělí, ukončí svůj buněčný cyklus a podstoupí terminální diferenciaci. V průběhu diferenciace se jednotlivé buňky pohybují směrem k vnějším vrstvám epidermis a stávají se tak částí jedné z vrstev pokožky (stratum spinosum, stratum granulosum, stratum lucidum, stratum corneum).
Tato terminální diferenciace vede až k vytvoření tzv. korneocytů, neboli keratinocytů, které se nachází v nejsvrchnější vrstvě epidermis a které dokončily terminální diferenciaci a ztratily jádro a cytoplasmatické organely.  Staré korneocyty postupně odpadnou a nahradí je nové, které pochází ze spodních vrstev epidermis.
Celý proces od přeměny kmenové buňky až k odloupnutí korneocytu trvá 40 - 56 dní. 
V různém stádiu diferenciace exprimují keratinocyty různé typy keratinu. V nejspodnější vrstvě (stratum basale) je to keratin 5 a keratin 14. Blíže k povrchu, tedy ve stratum spinosum a stratum granulosum, se jedná o keratin 1 a keratin 10.

## Interakce s ostatními buňkami
Keratinocyty se podílejí na ochraně organismu proti UV záření přijímáním melanozomů syntetizujících ochranný pigment melanin. Ke správné distribuci melaninu je potřeba asociace jednoho melanocytu, jedné Langerhansovy buňky a zhruba 36 keratinocytů, které dohromady vytváří funkční jednotku. Melanozomy naplněné melaninem se pomocí motorových proteinů aktinového i tubulinového cytoskeletu dostávají k dendritickým výběžkům melanocytů a poté jsou předány do keratinocytů. V nich jsou uloženy jako ochrana DNA proti UV záření.
Keratinocyty také spolupracují s imunitním systémem. Pokud se patogen dostane do svrchní vrstvy epidermis, keratinocyty začnou produkovat proteiny zvané chemokiny, které na dané místo přilákají buňky imunitního systému, konkrétně monocyty, NK buňky, T-lymfocyty a dendritické buňky. 
Mimo to jsou keratinocyty ve stratum basale spojeny prostřednictvím desmozomů s tzv. Merkelovými buňkami, které v epidermis slouží jako mechanoreceptory.

## Patologie

### Civatte body
Civatte body je anglický název pro keratinocyty ve stratum basale, které prošly programovanou buněčnou smrtí. Jsou složeny převážně z keratinových intermediálních filament a jsou trvale obaleny imunoglobuliny, především IgM. Tyto útvary se mohou vyskytnout u mnoha kožních onemocněních, nicméně jsou typické pro nemoci zvané discoid lupus erythematosus a lichen planus.

### Epidermolysis bullosa
Epidermolysis bullosa, konkrétně její typ epidermolysis bullosa simplexní, je dědičné onemocnění pokožky způsobené mutacemi v genech pro keratin 5 a keratin 14. To má za následek degeneraci bazální vrstvy epidermis, což se projevuje tvorbou puchýřů. 

### Nádory odvozené od keratinocytů
Nádory odvozené od keratinocytů jsou nejčastější formou rakoviny kůže. Jsou způsobeny především nadměrným vystavením pokožky UV záření, ale na jejich vzniku se mohou podílet i jiné faktory, jako například kouření nebo genetické poruchy.
Mezi tyto nádory patří bazocelulární a spinocelulární karcinom. 